# 曹悼公
曹悼公（？—前515年），即姬午，為春秋諸侯國曹國君主之一，他為曹平公兒子，承襲曹平公擔任該國君主，在位期間為前523年－前515年，在位9年。前515年，曹悼公前往宋国朝见，被宋国囚禁，国人立其弟野为曹公，是为曹声公。同年，悼公客死宋国，归葬曹国。